# WHOIS
WHOIS är en TCP-baserad tjänst som främst används för att ta reda på vem som är ägare till ett domännamn. WHOIS-databaserna förvaltas av de fem RIR som finns utspridda globalt. Varierande organisationer och servrar dedikeras åt att hantera olika toppdomäners WHOIS-data. Exempelvis hanteras information om den svenska toppdomänen .se av internetstiftelsen (The Internet Infrastructure Foundation) och WHOIS-information från .se-domäner hämtas via WHOIS-protokollet från internetstiftelsens WHOIS-server: whois.iis.se.